# 蘇比奇
48°35′54″N 26°50′10″E / 48.59833°N 26.83611°E
蘇比奇（烏克蘭語：Субіч），是烏克蘭的村落，位於該國西部赫梅利尼茨基州，由卡緬涅茨-波多利斯基區負責管轄，面積0.78平方公里，2001年人口291，人口密度每平方公里374.04人。